# Сидади-Осидентал
Сидади-Осидентал (порт. Cidade Ocidental) — город и муниципалитет в Бразилии, входит в штат Гояс. Составная часть мезорегиона Восток штата Гойяс. Входит в экономико-статистический микрорегион Энторну-ду-Дистриту-Федерал. Население составляет 48 778 человек на 2006 год. Занимает площадь 389,985 км². Плотность населения — 125,7 чел./км².
Праздник города — 15 декабря.

## История
Город основан 15 декабря 1976 года.

## Статистика
- Валовой внутренний продукт на 2003 год составляет 108 036 427,00 реалов (данные: Бразильский институт географии и статистики).
- Валовой внутренний продукт на душу населения на 2003 год составляет 2404,76 реала (данные: Бразильский институт географии и статистики).
- Индекс развития человеческого потенциала на 2000 год составляет 0,795 (данные: Программа развития ООН).